# Maule Norte (ciudad)
Maule Norte es un centro urbano ubicado al norte de la comuna de Maule, correspondiente a la provincia de Talca, en la Región del Maule, Chile. Tuvo su origen por la expansión del radio urbano de la ciudad de Talca hacia la comuna de Maule a partir de los años 90, convirtiendo a esta última (de acuerdo al Censo de 2017) en la comuna con el mayor crecimiento de población de todo el país, alcanzando un 295,3%.
En simples palabras, Maule Norte es la parte urbana de la ciudad de Talca que está dentro del territorio de la comuna de Maule.

## Historia

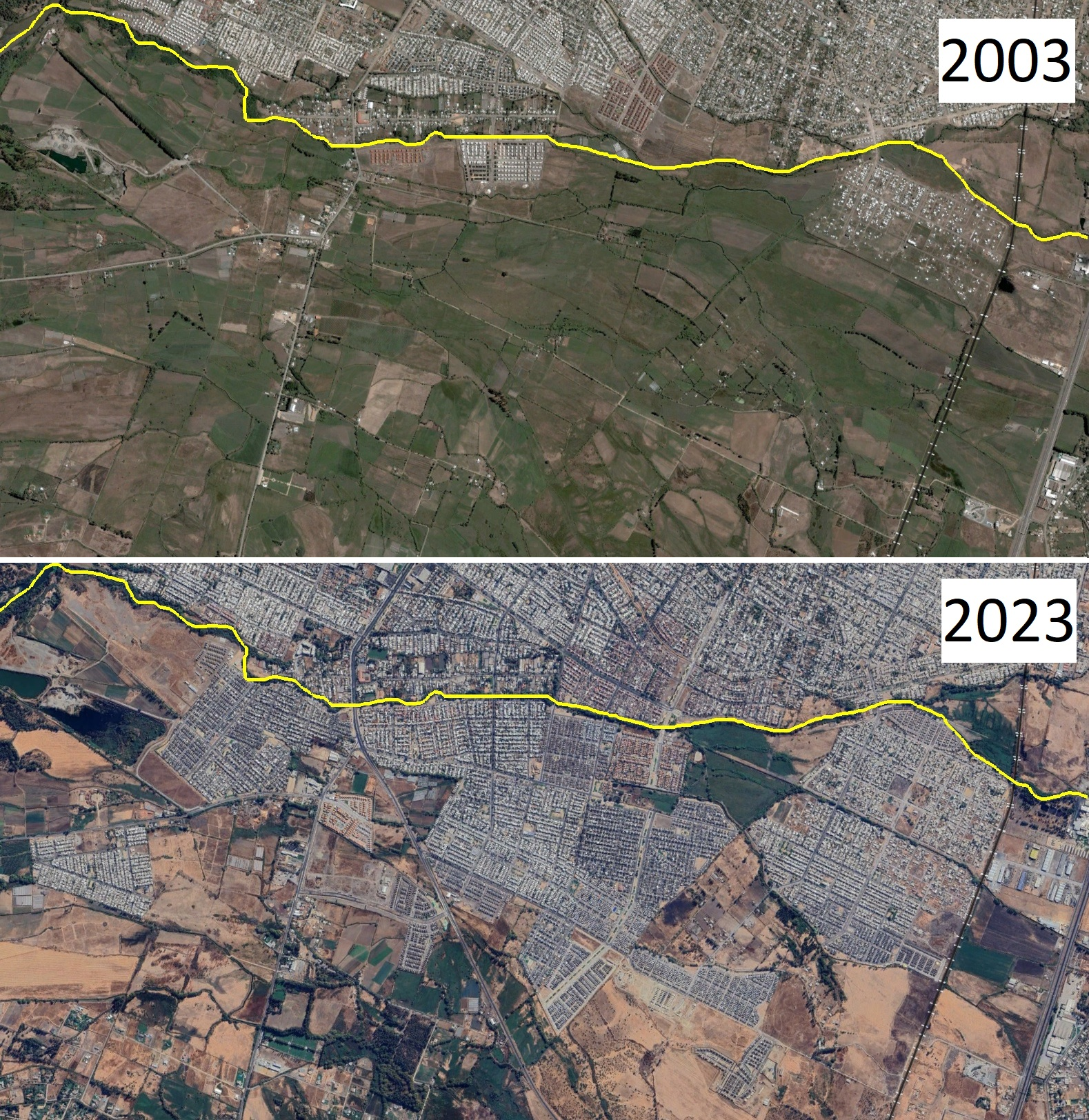
Fotos aéreas de la evolución en 20 años de Maule Norte. Nótese la línea amarilla, que corresponde al límite comunal entre Talca y Maule.

El poblamiento en el sector comienza en 1990 con la denominada Villa Francia, iniciada como un campamento localizado en la periferia de Talca, pero dentro de un sector bajo la jurisdicción de la comuna de Maule y que fue ocupado principalmente por un sector socioeconómico vulnerable. Aunque además ya existía, a 3 kilómetros al poniente de esta villa, el pequeño caserío de Culenar, también ubicado cerca del límite entre las comunas de Maule y Talca; del cual se tienen registros de su existencia desde el siglo XIX, teniendo una población de 240 personas según el Censo de 1875, la cual llegó a incrementarse hasta los 695 habitantes en 1907. Aunque para el Censo de 1992, este asentamiento sólo contaba con una población de 150 personas.
Sin embargo, el verdadero desarrollo de Maule Norte comienza en el año 2003, gracias a la modificación del artículo 55 de la Ley General de Urbanismo y Construcciones, en donde el suelo rural es habilitado para iniciar un proceso de ejecución de loteos bajo el Estero El Cajón, barrera natural que divide las comunas de Talca y Maule. Por lo cual se ha ido convirtiendo en la principal oferta residencial para los sectores medios ligados de alguna forma a la capital de la Región del Maule.
Los primeros proyectos residenciales que se construyeron en el sector fueron las villas Santa Teresa de Colín y Doña Ignacia II recepcionadas en el año 2004. Esta última ha sido la que más expansión ha tenido en Maule Norte, llegando hasta la etapa N°10.
Otros proyectos destacados en esta área urbana son la Villa Doña Antonia, Villa Puertas del Sur, Villa Carlos González, Villa Don Pablo, Villa El Galpón, Barrio La Foresta, Villa Flores de Pucará, Villa La Campiña, entre otras. Además, hay que considerar que con la construcción de estos proyectos habitacionales, el antiguo caserío de Culenar terminó siendo absorbido por estos nuevos asentamientos urbanos y varias de sus construcciones originales terminaron siendo demolidas, principalmente luego del terremoto de 2010.
Una curiosidad de esta zona urbana es que históricamente sus habitantes la han considerado como parte de Talca, pero técnicamente esto no es así, ya que es parte de la comuna de Maule. Esto ha generado diversos problemas como falta de servicios y equipamiento, falta de identidad comunal, ausencia de recursos y propuestas para el sector, además de que quienes habitan por lo general provienen desde Talca, y no tienen vinculación alguna con el perfil histórico del residente comunal de Maule. De hecho, recién en 2022 se anunció la futura construcción del CESFAM de Maule Norte, el cual será el segundo centro de salud de la zona tras el ya existente CECOSF de Villa Francia, inaugurado en 2016.

## Demografía
Maule Norte abarca una superficie de 5,9 km² y posee una población de 30 278 habitantes (2017), correspondientes al 2,9 % de la población total de la región, con una densidad de 5131,86 hab/km². Del total de la población, 15 794 son mujeres (52,16 %) y 14 484, hombres (47,84 %). Según el Censo de 2002, la población apenas llegaba a los 1.649 habitantes, agrupados en los asentamientos de "Culenar" y "Villa Francia", lo cual representaba un 9,79 % del total de la comuna de Maule. Algo totalmente distinto a lo acontecido en 2017, en donde la población de Maule Norte representa el 60,9 % del total comunal. Esto refleja el increíble crecimiento de más de un 1800 % en la población de este centro urbano, en 15 años.